# 悉尼字典
悉尼字典（英語：Dictionary of Sydney）是一個由專家撰寫的網上百科全書式的數位人文項目，志在涵蓋各方面的悉尼歷史。合作方包括悉尼市議會、悉尼大學、悉尼科技大學、新南威爾斯州立圖書館和新南威爾斯檔案館，由澳洲研究委員會出資，並於2009年11月5日開放給公眾使用。
從地理上看，《悉尼詞典》涵蓋了整個悉尼盆地，按時間順序涵蓋了從人類最早居住到現在的年代。考古學、社會學、文學研究、歷史地理學和文化研究等學科領域的角度在編寫中也被用作參考。

## 外部連結
- Dictionary of Sydney website （页面存档备份，存于）, academic journal （页面存档备份，存于） and blog  （页面存档备份，存于）.